# Pjotr Iwanowitsch Gilarowski
Pjotr Iwanowitsch Gilarowski (russisch Пётр Иванович Гиларовский) war ein russischer Physiker, Mathematiker, Altphilologe und Hochschullehrer.

## Leben
Gilarowski lehrte in St. Petersburg am 1759 gegründeten Pagenkorps Russisch und Latein. Als in St. Petersburg 1764 die erste Bildungsanstalt für Frauen mit dem Namen Gesellschaft der adligen Jungfern, das spätere Smolny-Institut, gegründet wurde, lehrte Gilarowski dort Physik. Das Zentrum seiner Lehrtätigkeit war jedoch das St. Petersburger Lehrer-Gymnasium, an dem die Lehrer für die neuen öffentlichen Schulen ausgebildet wurden. Gefördert wurde er vom Bildungsminister Graf P. W. Sawadowski, der die Kommission für die Einrichtung der öffentlichen Schulen leitete. Gilarowski beteiligte sich 1785–1787 an dem monatlich erscheinenden Wachsenden Rebstock.
Im Hinblick auf das Physiklehrbuch für Mittelschulen war Gilarowski mit den Lernzielen des Lehrer-Gymnasiums unzufrieden. Er verfasste eine Einführung in die Physik, die 1792 von der Kommission für die Einrichtung der öffentlichen Schulen für den Druck freigegeben wurde und 1793 erschien.
Da Gilarowski nur das Fach Physik zu vertreten hatte, verfasste er zur Ergänzung seines Physiklehrbuchs ein Lehrbuch der Mathematik mit dem Titel Eingeschränkte Darstellung der höheren Mathematik, das 1796 erschien. Darin behandelte er als erster in russische Sprache nach Differential- und Integralrechnung Kegelschnitte, Spiralen, die Logarithmische Spirale, die Konchoide, die Zissoide, die Zykloide und die Quadratrix.
Neben seiner Physik-Lehrtätigkeit widmete sich Gilarowski der griechischen Sprache. 1787 war seine Übersetzung des Lebens des Epimenides im Wachsenden Rebstock erschienen. 1794 legte er der Kommission für die Einrichtung der öffentlichen Schulen ein Griechisch-Wörterbuch vor, das aus unbekannten Gründen nicht zu seinen Lebzeiten erschien. 1799 erschien sein literarisches Werk Die wahre Glückseligkeit Russlands.